# Fontana Falconieri

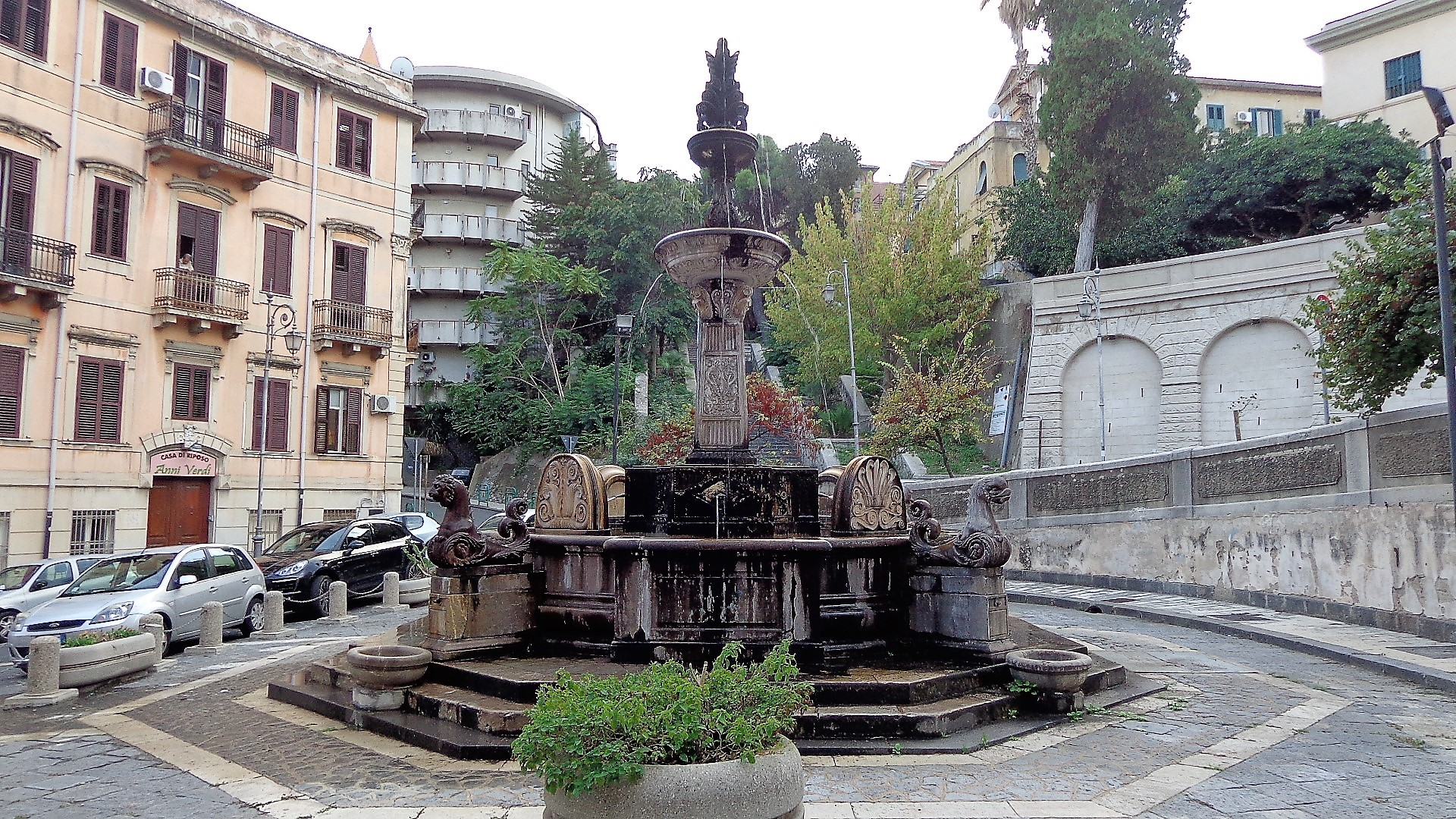
Fontana Falconieri e Piazza Basicò.

La fontana Falconieri è una fontana monumentale realizzata da Carlo Falconieri, oggi collocata in piazza Basicò, nelle vicinanze del Monte di Pietà ovvero al termine della direttrice che da piazza Antonello da Messina assume la denominazione di via Sant'Agostino nel centro storico di Messina.

## Storia

### Epoca borbonica
Il nome è dovuto all'architetto che nel 1842 la progettò su incarico del Senato di Messina, in occasione del diciottesimo centenario dell'arrivo in città della Lettera consegnata dalla Madonna agli ambasciatori della Città.
La fontana fu commissionata e collocata in origine nella piazza Ottagona, infatti ne richiama la forma, oggi denominata piazza Filippo Juvarra. L'installazione fu inaugurata nel 1843.
Nel 1846 l'aggregato monumentale fu ulteriormente arricchito con l'aggiunta di altri quattro elementi con ornamenti in ghisa e altrettante piccole vasche di raccolta.

### Epoca contemporanea
Scampata alla furia del terremoto del 1908, i manufatti disassemblati furono custoditi nel Museo regionale fino al 1957 per essere rimodulati nell'attuale sito di piazza Basicò.

## Stile
Tutto l'insieme richiama motivi decorativi del neorinascimento toscano con ornamenti classici (scanalature, volute e riccioli), riferimenti all'ambiente marino e alle stilizzazioni di elementi ispirati a vegetali tipici delle zone caldo - umide quali foglie di palma, loto, ninfee, fusti, tralci, pampini tra la profusione di foglie d'acanto realizzate in molteplici fogge.
In origine, la fontana posta su una piattaforma regolare formata da due gradini era costituita da una grande vasca vagamente ottagonale, il cui perimetro esterno è ottenuto dall'intersezione di una croce greca e del quadrato equivalente ruotato di 45°.
Al centro della vasca, su un basamento decorato a festoni con sviluppo analogo ai contorni esterni, sorge l'elevazione costituita da una stele quadrangolare, ornata da bassorilievi raffiguranti animali e decorazioni fitomorfe. Tali ornamenti richiamano alla memoria le grottesche, nella fattispecie realizzate in rilievo con temi speculari e simmetrici. La colonna sorregge due conche coassiali ovoidali decrescenti per capacità e grandezza verso l'alto, poste a livelli differenti e separate da un artistico fusto. In mezzo alla vaschetta superiore, fiorisce un ornamento formato da foglie a ricciolo disposte in forma piramidale e da conchiglie contrapposte al vertice. Dalle conchiglie sommitali (Pecten jacobaeus) sgorga il getto d'acqua apicale.
Quattro anni dopo la sua commissione, con un ulteriore intervento integrativo, sugli immaginari prolungamenti esterni degli assi mediani del quadrato intersecante, ovvero esternamente alle pareti di raccordo fra i bracci della croce regolare, furono installati quattro piedistalli e alle estremità esterne altrettante piccole vasche di raccolta. Sui ripiani poggiano ornamenti fusi in ferro ("Fonderia Oretea diretta da Michelini in Palermo 1846") raffiguranti animali mitologici dai corpi di sirenii con teste rispettivamente di leone, d'uomo, di grifone e di delfino, quasi una sorta di rappresentazione degli esseri viventi suddivisi per habitat naturale: terra, cielo, mare con riferimento agli elementi primordiali terra, aria, acqua.
Quattro getti scaturivano alla base delle figure in metallo verosimilmente per garantire la fruizione, l'utilizzo e l'approvvigionamento da parte della cittadinanza. Quattro getti dipartono dalle sfaccettature del basamento centrale, altrettanti da ogni singola vasca che si riversano nel recipiente sottostante.
|  | NO      | NE    | SE   | SO      |
|  | ------- | ----- | ---- | ------- |
|  |         |       |      |         |
|  | Delfino | Leone | Uomo | Grifone |

Lunettoni marmorei collocati a bordo vasca con bassorilievi raffiguranti differenti motivi di foglie d'acanto speculari e simmetrici, costituiscono la prospettiva di fondo di ciascun mostro marino.

## Galleria d'immagini
|  | N | E | S | W | Notturno |
|  | - | - | - | - | -------- |
|  |   |   |   |   |          |